# Маккертен (Оклахома)
Маккертен (англ. McCurtain) — місто (англ. town) в США, в окрузі Гаскелл штату Оклахома. Населення — 355 осіб (2020).

## Географія
Маккертен розташований за координатами 35°9′2″ пн. ш. 94°58′2″ зх. д. / 35.15056° пн. ш. 94.96722° зх. д. (35.150561, -94.967178).  За даними Бюро перепису населення США в 2010 році місто мало площу 2,89 км², з яких 2,85 км² — суходіл та 0,04 км² — водойми.

## Демографія
Згідно з переписом 2010 року, у місті мешкало 516 осіб у 195 домогосподарствах у складі 133 родин. Густота населення становила 178 осіб/км².  Було 235 помешкань (81/км²).
Расовий склад населення:
| - 69,0 % — білих - 21,9 % — корінних американців - 1,6 % — азіатів - 1,4 % — осіб інших рас |

До двох чи більше рас належало 6,2 %. Частка іспаномовних становила 3,7 % від усіх жителів.
За віковим діапазоном населення розподілялося таким чином: 26,9 % — особи молодші 18 років, 62,1 % — особи у віці 18—64 років, 11,0 % — особи у віці 65 років та старші. Медіана віку мешканця становила 34,2 року. На 100 осіб жіночої статі у місті припадало 89,7 чоловіків;  на 100 жінок у віці від 18 років та старших — 91,4 чоловіків також старших 18 років.
Середній дохід на одне домашнє господарство  становив 40 172 долари США (медіана — 34 821), а середній дохід на одну сім'ю — 44 531 долар (медіана — 43 000). Медіана доходів становила 38 750 доларів для чоловіків та 26 750 доларів для жінок. За межею бідності перебувало 31,2 % осіб, у тому числі 41,2 % дітей у віці до 18 років та 30,9 % осіб у віці 65 років та старших.
Цивільне працевлаштоване населення становило 127 осіб. Основні галузі зайнятості: освіта, охорона здоров'я та соціальна допомога — 26,0 %, будівництво — 14,2 %, сільське господарство, лісництво, риболовля — 12,6 %.